# George Goulding
George Henry Goulding (Kingston upon Hull, Anglaterra, 17 de novembre de 1885 – Toronto, 3 de febrer de 1966) va ser un atleta canadenc que va competir a començament del segle xx, principalment en proves de marxa, però també en la marató.
El 1908 va prendre part en els Jocs Olímpics de Londres, on disputà tres proves del programa d'atletisme. En les 10 milles marxa quedà eliminat en sèries, en els 3.500 metres marxa fou quart i en la marató fou vint-i-dosè.
Quatre anys més tard, als Jocs d'Estocolm, guanyà la medalla d'or en els 10 km marxa del programa d'atletisme.